# گل سرخ حبشی
گل سرخ حبشی (نام علمی: Otostegia integrifolia) نام یک گونه از سرده کاسه گل است.